# 10462 Saxogrammaticus
10462 Saxogrammaticus este un asteroid din centura principală.

## Denumirea asteroidului
Asteroidul a primit numele în onoarea călugărului și istoricului danez Saxo Grammaticus.  

## Descriere
10462 Saxogrammaticus este un asteroid din centura principală. A fost descoperit la  19 mai 1979, la Observatorul La Silla, de Richard M. West. Prezintă o orbită caracterizată printr-o semiaxă majoră de 2,24 ua, o excentricitate de 0,20 și o înclinație de 6,6° în raport cu ecliptica.